# A Game Chicken
A Game Chicken é um filme mudo norte-americano de 1922, do gênero comédia, produzido por Realart e distribuído pela Paramount Pictures. Foi estrelado por Bebe Daniels e com o diretor Chester Franklin. É um filme perdido.

## Elenco
- Bebe Daniels - Inez Hastings
- Pat O'Malley - Rush Thompson
- James Gordon - Joshua Hastings
- Martha Mattox - Camilla Hastings
- Gertrude Norman - Juanita Martinez
- Hugh Thompson - Jose Maria Lavendera
- Max Weatherwax - Jo-Jo
- Mattie Peters - Marietta
- Charles Force - Capitão Snodgrass
- Edwin Stevens - Hiram Proudfoot